# Lipotriches johannis
Lipotriches johannis är en biart som först beskrevs av Cockerell 1946.  Lipotriches johannis ingår i släktet Lipotriches och familjen vägbin. Inga underarter finns listade i Catalogue of Life.